# Fubo
Fubo är en klan i Liberia. En klan är normalt en social grupp, oftast definierad genom släktskap, men i Liberia är det (även) en beteckning för ett geografiskt område. Den ligger i regionen Grand Kru County, i den sydöstra delen av landet, 300 km öster om huvudstaden Monrovia.